# Günter Malcher
Günter Malcher (* 16. März 1934 in Mauldorf, Sachsen) ist ein deutscher ehemaliger Stabhochspringer. Er nahm als Teil der gesamtdeutschen Mannschaft an den Olympischen Spielen 1960 in Rom teil und erreichte dort den 5. Platz. Auf nationaler Ebene belegte er zwischen 1957 und 1964 sieben Mal Medaillenränge, konnte jedoch nie den DDR-Meister-Titel erringen.